# 18872 Tammann
18872 Tammann este un asteroid din centura principală de asteroizi.

## Descriere
18872 Tammann este un asteroid din centura principală de asteroizi. A fost descoperit pe 8 noiembrie 1999 la Gnosca de Stefano Sposetti. Asteroidul prezintă o orbită caracterizată de o semiaxă mare de 2,60 ua, o excentricitate de 0,07 și o înclinație de 14,2° în raport cu ecliptica.